# Jéssica Bouzasová Maneirová
Jéssica Bouzasová Maneirová (nepřechýleně: Bouzas Maneiro, * 24. září 2002 Vilagarcía de Arousa, Galicie) je španělská profesionální tenistka. Ve své dosavadní kariéře na okruhu WTA Tour nevyhrála žádný turnaj. V sérii WTA 125 vybojovala jednu singlovou trofej. V rámci okruhu ITF získala jedenáct titulů ve dvouhře a čtyři ve čtyřhře.
Na žebříčku WTA byla ve dvouhře nejvýše klasifikována v srpnu 2025 na 42. místě a ve čtyřhře v lednu 2023 na 201. místě. Trénuje ji Roberto Ortega Olmedo. Dříve tuto roli, od prosinci 2022, plnil Javier Martí. Připravuje se ve Ferrerově tenisové akademii.

## Tenisová kariéra

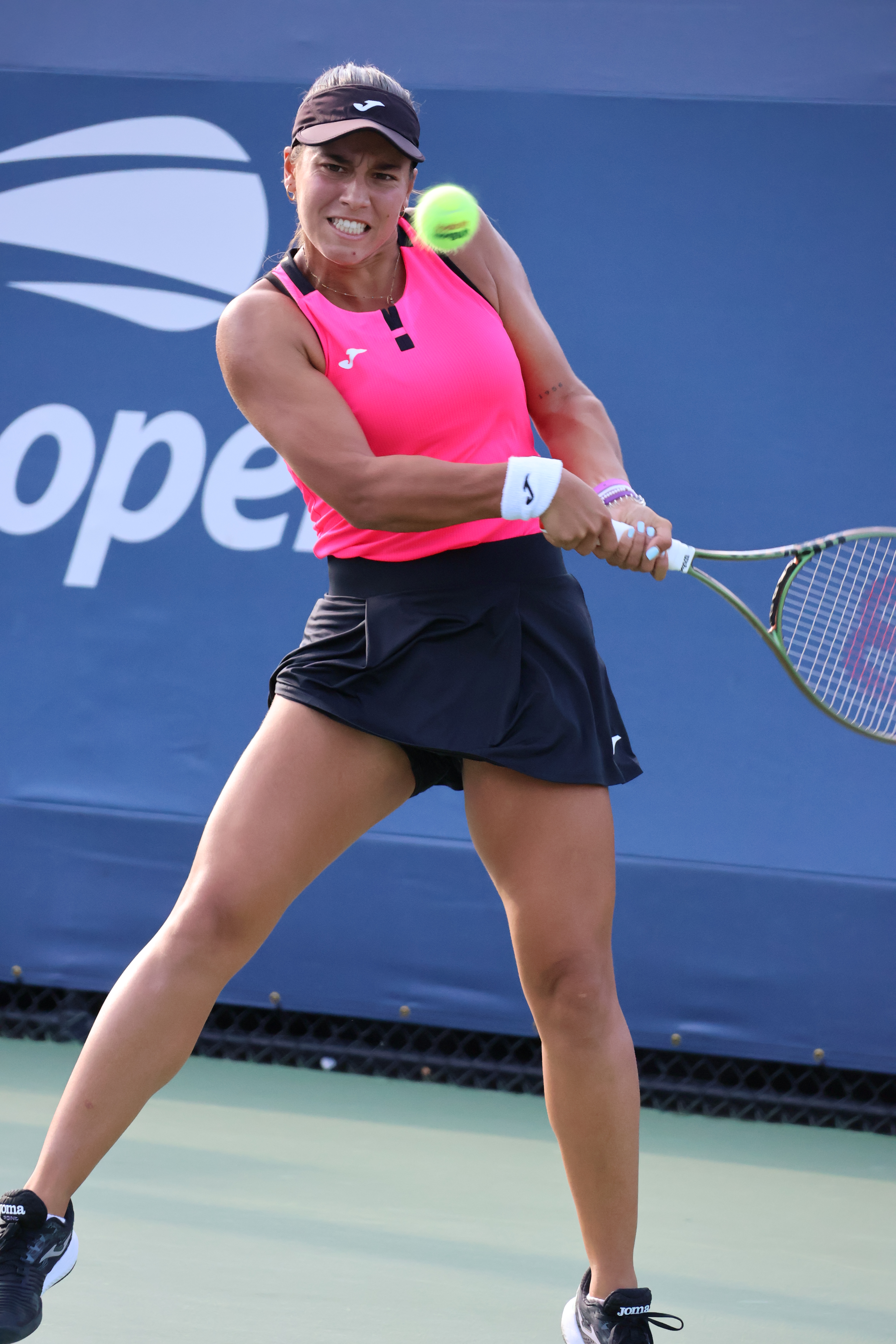
Bekhend v kvalifikaci US Open 2023

Do hlavní soutěže okruhu ITF premiérově zasáhla v září 2019, když na turnaji v africké Ceutě, dotovaném 15 tisíci dolary, podlehla ve druhém kole Jekatěrině Šalimovové z druhé stovky žebříčku. Premiérový titul v této úrovni tenisu vybojovala během ledna 2021 v Káhiře, na turnaji s rozpočtem 15 tisíc dolarů. Ve finále přehrála sedmou nasazenou Slovenku Chantal Škamlovou z osmé světové stovky.
Na okruhu WTA Tour debutovala úvodním ročníkem United Cupu 2023, smíšené týmové soutěže konané v Austrálii. Jako reprezentantka Španělska prohrála v základní skupině smíšené čtyřhry po boku Vegy Hernándeze proti Spojenému království a Austrálii. Namísto zraněné Badosové vyhrála dvouhru proti Australance Olivii Gadecké, když soupeřce dovolila uhrát jen čtyři gamy. Se dvěma porážkami obsadili Španělé poslední třetí místo skupiny. Členky elitní světové stovky poprvé zdolala na červnovém BBVA Open Internacional de Valencia 2023, hraném v sérii WTA 125. Na úvod přehrála druhou nasazenou Rakušanku a padesátou šestou hráčku klasifikace Julii Grabherovou a poté i devadesátou třetí ženu pořadí Claru Tausonovou. Ve čtvrtfinále ji zastavila Němka Tamara Korpatschová.
V závěrečném kvalifikačním kole Australian Open 2023 nestačila na 15letou Češku Brendu Fruhvirtovou. V hlavní soutěži grandslamu se poprvé představila ve dvouhře Wimbledonu 2023 po zvládnuté tříkolové kvalifikaci. V jejím druhém kole porazila osmou nasazenou Francouzku Claru Burelovou a následně podruhé v sezóně Gadeckou. Druhým singlovým zápasem na túře WTA se pro ni stalo úvodní wimbledonské kolo, v němž nenašla recept na ukrajinskou světovou šestadvacítku Anhelinu Kalininovou.
Ve finále antukového Antalya Challenger 2024 zdolala Rumunku Irinu-Camelii Beguovou a získala první trofej v sérii WTA 125. O dva týdny později debutovala v elitní stovce žebříčku, když se 15. dubna 2024 posunula ze 102. na 90. místo. V úvodním kole Wimbledonu 2024 vyřadila z pozice 83. hráčky klasifikace světovou šestku a obhájkyni titulu Markétu Vondroušovou. Za 67 minut tak dosáhla první výhry v hlavní grandslamové soutěži, v níž startovala teprve potřetí. Hráčku z první světové čtyřicítky předtím nikdy neporazila, a proti členkám světové desítky odehrála do té doby jediný duel, s Lotyškou Jeļenou Ostapenkovou na Madrid Open 2024. Čtvtfinále kategorie WTA 1000 si poprvé zahrála na montréalském National Bank Open 2025, do něhož postoupila přes Ču Lin. V něm však podlehla 18leté Victorii Mbokové, která turnaj ovládla. Po skončení se v polovině srpna 2025 posunula na žebříčkové maximum, 42. příčku.

## Finále série WTA 125
| Legenda                  |
| ------------------------ |
| D – dvouhra; Č – čtyřhra |
| WTA 125 (1–0 D)          |

#### Dvouhra: 1 (1–0)
| Stav    | č. | datum           | turnaj           | povrch | soupeřka ve finále    | výsledek      |
| ------- | -- | --------------- | ---------------- | ------ | --------------------- | ------------- |
| Vítězka | 1. | 31. března 2024 | Antalya, Turecko | antuka | Irina-Camelia Beguová | 6–2, 4–6, 6–2 |

## Tituly na okruhu ITF
| Legenda         | Legenda         |
| --------------- | --------------- |
| Turnaje W100    | Turnaje W80     |
| Turnaje W75/W60 | Turnaje W50     |
| Turnaje W35/W25 | Turnaje W15/W10 |

### Dvouhra (11 titulů)
| Č.  | datum         | turnaj                      | kategorie | povrch    | poražená finalistka       | výsledek             |
| --- | ------------- | --------------------------- | --------- | --------- | ------------------------- | -------------------- |
| 1.  | leden 2021    | Káhira, Egypt               | W15       | antuka    | Chantal Škamlová          | 7–5, 4–6, 6–4        |
| 2.  | leden 2021    | Káhira, Egypt               | W15       | antuka    | Anastasia Nefedovová      | 6–0, 6–0             |
| 3.  | červen 2021   | Heráklion, Řecko            | W15       | antuka    | María Portillo Ramírezová | 6–3, 6–0             |
| 4.  | únor 2022     | Villena, Španělsko          | W15       | tvrdý     | Ashley Laheyová           | 6–2, 6–1             |
| 5.  | březen 2022   | Palma Nova, Španělsko       | W15       | tvrdý     | Yvonne Cavallé Reimersová | 6–4, 6–1             |
| 6.  | červenec 2022 | Aschaffenburg, Německo      | W25       | antuka    | Katharina Hobgarská       | 6–1, 6–2             |
| 7.  | říjen 2022    | Šibenik, Chorvatsko         | W25       | antuka    | Leyre Romero Gormazová    | 6–3, 6–3             |
| 8.  | říjen 2022    | Quinta do Lago, Portugalsko | W25       | tvrdý (h) | Tara Würthová             | 7–5, 5–4skreč        |
| 9.  | červenec 2023 | Řím, Itálie                 | W60       | antuka    | Raluca Șerbanová          | 6–2, 6–4             |
| 10. | leden 2024    | Porto, Portugalsko          | W75       | tvrdý (h) | Maja Chwalińská           | 3–6, 6–0, 6–4        |
| 11. | únor 2024     | Morelia, Mexiko             | W50       | tvrdý     | Hailey Baptisteová        | 6–7(11), 6–1, 7–6(1) |

### Čtyřhra (4 tituly)
| Č. | datum         | turnaj                               | kategorie | povrch | spoluhráčka            | poražené finalistky                      | výsledek         |
| -- | ------------- | ------------------------------------ | --------- | ------ | ---------------------- | ---------------------------------------- | ---------------- |
| 1. | duben 2022    | Oeiras, Portugalsko                  | W25       | antuka | Guiomar Maristanyová   | Francisca Jorgeová Matilde Jorgeová      | 3–6, 6–4, [10–8] |
| 2. | červenec 2022 | Getxo, Španělsko                     | W25       | antuka | Leyre Romero Gormazová | Pak So-hjon Sapfo Sakellaridiová         | 7–5, 6–0         |
| 3. | srpen 2022    | San Bartolomé de Tirajana, Španělsko | W60       | antuka | Leyre Romero Gormazová | Lucía Cortez Llorcová Rosa Vicens Masová | 1–6, 7–5, [10–6] |
| 4. | září 2022     | Marbella, Španělsko                  | W25       | antuka | Leyre Romero Gormazová | Julia Rierová Daniela Seguelová          | 6–4, 6–2         |